# Marechal Cândido Rondon
Marechal Cândido Rondon is een gemeente in de Braziliaanse deelstaat Paraná. De gemeente telt 47.048 inwoners (schatting 2009).

## Aangrenzende gemeenten
De gemeente grenst aan Entre Rios do Oeste, Mercedes, Nova Santa Rosa, Ouro Verde do Oeste, Pato Bragado, Quatro Pontes, São José das Palmeiras en Toledo.

### Landsgrens
En met als landsgrens aan de gemeente Nueva Esperanza, Puerto Adela en Salto del Guairá in het departement Canindeyú met buurland Paraguay.

## Verkeer en vervoer
De plaats ligt aan de wegen BR-163, BR-467 en PR-491.

## Geboren
- Henrique Adriano Buss, "Henrique" (1986), voetballer